# Кийский
Ки́йский — посёлок в Мариинском районе Кемеровской области. Входит в состав Кийского сельского поселения.

## География
Центральная часть населённого пункта расположена на высоте 139 метров над уровнем моря.

## Население
По данным Всероссийской переписи населения 2010 года, в посёлке Кийский не числится постоянного населения.